# 우담화
우담화(優曇華, Ficus racemosa)는 뽕나무과의 낙엽 교목이다. 인도와 파키스탄에 분포한다. 꽃차례가 무화과나무와 같은 숨은꽃차례이다.
불교에서는 3000년 만에 꽃이 피는 우담바라라 하여 보리수와 함께 신성하게 여긴다.